# Rašeliniště Černého rybníka
Rašeliniště Černého rybníka je přírodní památka ve východní části okresu Česká Lípa v katastrálních územích Hamr na Jezeře a Stráž pod Ralskem. Předmětem ochrany jsou rašeliništní a vodní společenstva.

## Historie
Chráněné území vyhlásil Okresní úřad Česká lípa dne 20. ledna 1996. Podruhé byla přírodní památka vyhlášena stejným úřadem k 11. září 2001 a potřetí Krajským úřadem Libereckého kraje s účinností od 14. srpna 2012.
Před vyhlášením přírodní památky byla opravena poškozená hráz rybníka, čímž se zamokření okolí zmírnilo na úkor chráněné populace rosnatky okrouhlolisté.

## Přírodní poměry
Černý rybník se nachází 1,5 kilometru jižně od Hamru na Jezeře. Chráněné území leží v Ralské pahorkatině, měří 4,26 hektaru a nachází se v nadmořské výšce 315–325 metrů.

### Flora a fauna
V rašeliništi se vyskytuje např. suchopýr pochvatý (Eriophorum vaginatum), suchopýr úzkolistý (Eriophorum angustifolium), hrotnosemenka bílá (Rhynchospora alba), klikva bahenní (Vaccinium oxycoccos), rosnatka okrouhlolistá (Drosera rotundifolia), ostřice plstnatoplodá (Carex lasiocarpa). Je zde rašelinný bor s bezkolencem modrým (Molinia caerulea) a další ohrožené druhy květin.
Žije zde zmije obecná (Vipera berus), ještěrka živorodá (Zootoca vivipara), skokan štíhlý (Rana dalmatina), šídlo královské (Anax imperator) i šídlo sítinové (Aeshna juncea).

## Přístup
Podél západního a části severního okraje chráněného území vede červeně značená turistická trasa ze Stráže pod Ralskem do Hamru na Jezeře. Východní hranici tvoří cesta, po které je značena cyklotrasa č. 3046 z Mimoně do Zdislavy.